# Есюнино (Вологодская область)
Есюнино — деревня в Вологодском районе Вологодской области.
Входит в состав Новленского сельского поселения, с точки зрения административно-территориального деления — в Новленский сельсовет.
Расстояние по автодороге до районного центра Вологды — 64 км, до центра муниципального образования Новленского — 4 км. Ближайшие населённые пункты — Нестеровское, Каргачево, Плющево, Олешково, Подолец.
По переписи 2002 года население — 4 человека.